# 孙鹤旭
孙鹤旭 (1956年8月—)，辽宁省锦州市人，原河北科技大学校长、教授，主要研究方向为工程系统与控制。

## 生平
1978至1982年，在阜新矿业学院（今辽宁工程技术大学）机电系攻读工学学士学位；1984至1986年，在阜新矿业学院与东北大学机电系攻读工学硕士学位；1989至1993年，在东北大学自控系攻读工学博士学位。
1982至1993年，在阜新矿业学院电气工程系任教；1994至1997年，在辽宁工程技术大学电气工程系担任教授；1997至2012年，在河北工业大学工作；2012年2月至2019年4月，在河北科技大学担任校长。